# Parco nazionale Nečkinskij
Il parco nazionale Nečkinskij (in russo Национальный парк «Нечкинский», Nacional'nyj park «Nečkinskij») è una riserva di importanza biologica e culturale dell'Udmurtia (la repubblica degli Udmurti); l'epicentro del parco è la media valle del fiume Kama, con il suo affluente Siva e il bacino artificiale di Votkinsk, sul versante occidentale degli Urali centrali. Si tratta di un territorio dove prevalgono le foreste e le piane alluvionali, con un certo numero di antichi siti archeologici. Si trova nelle vicinanze della città di Iževsk.

## Geografia
Il parco si estende in una valle ricoperta da foreste nel bacino idrografico del fiume Siva, un affluente della Kama. La valle è profonda circa 110-160 metri e ampia 3-20 km. La sua superficie è asimmetrica, in quanto la sponda sinistra è pianeggiante e quella destra caratterizzata da ripide colline. La Kama, in questo punto, attraversa un'ampia pianura alluvionale, con alcune terrazze fluviali nei livelli superiori delle sponde.

## Ecoregione e clima
L'ecoregione di Nečkinskij è quella delle foreste miste sarmatiche (WWF ID#436), una striscia di foreste, laghi e zone umide che corre dal mar Baltico verso est fino agli Urali. La copertura forestale è generalmente costituita da un insieme misto di conifere e latifoglie, con vasti tratti ininterrotti costantemente minacciati dalla pressione agricola.

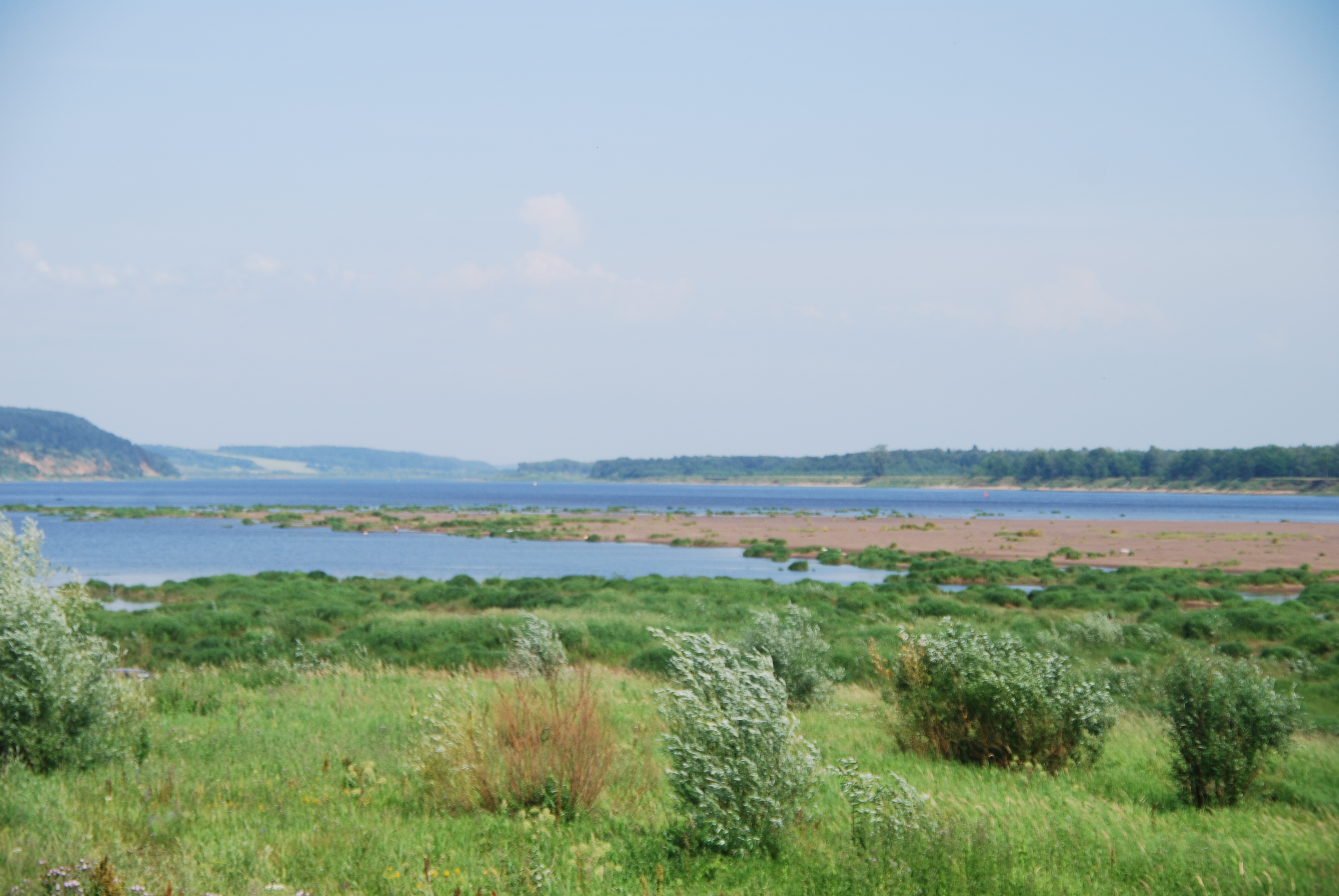
Il fiume Kama a Nečkinskij.

Il clima di Nečkinskij è continentale umido con estati calde (Dfb secondo la classificazione dei climi di Köppen). Questo tipo di clima è caratterizzato da forti escursioni termiche, sia diurne che stagionali, estati miti e inverni freddi e nevosi. Le temperature medie oscillano tra i -18 °C di gennaio e i 25 °C di luglio. La regione riceve in media 500 mm annui di pioggia.
| Carta climatica della città di Iževsk | Mesi | Mesi | Mesi | Mesi | Mesi | Mesi | Mesi | Mesi | Mesi | Mesi | Mesi | Mesi | Stagioni | Stagioni | Stagioni | Stagioni | Anno |
| Carta climatica della città di Iževsk | Gen  | Feb  | Mar  | Apr  | Mag  | Giu  | Lug  | Ago  | Set  | Ott  | Nov  | Dic  | Inv      | Pri      | Est      | Aut      | Anno |
| ------------------------------------- | ---- | ---- | ---- | ---- | ---- | ---- | ---- | ---- | ---- | ---- | ---- | ---- | -------- | -------- | -------- | -------- | ---- |
| T. max. media (°C)                    | −11  | −8   | −1   | 8    | 18   | 22   | 25   | 22   | 15   | 5    | −2   | −8   | −9       | 8,3      | 23       | 6        | 7,1  |
| T. min. media (°C)                    | −18  | −16  | −10  | −1   | 6    | 11   | 14   | 11   | 6    | −1   | −8   | −14  | −16      | −1,7     | 12       | −1       | −1,7 |
| Precipitazioni (mm)                   | 36   | 25   | 28   | 33   | 38   | 58   | 66   | 64   | 53   | 51   | 46   | 38   | 99       | 99       | 188      | 150      | 536  |

## Flora
Le comunità forestali sono un misto di taiga, foresta mista e steppa boschiva. Nelle zone meno elevate sono presenti torbiere oligotrofiche e mesotrofiche. Nelle forre e nelle depressioni crescono l'abete siberiano e specie ad esso associate. Sia sulla sponda sinistra che su quella destra del fiume Siva ci sono foreste di pini, con alcuni boschetti di abete bianco e larice siberiano. Nelle zone più basse il manto forestale è costituito da comunità di latifoglie (querce), con crescite secondarie di betulle e pioppi tremuli. Nel parco sono state censite 712 specie di piante vascolari, pari al 70% di quelle presenti in tutta l'Udmurtia. Tra le zone umide lungo il corso del Siva ricordiamo la torbiera di Kemulskoe (2000 ettari).

## Fauna
Un censimento effettuato nel 2002 registrò la presenza di 50 specie di mammiferi, 191 di uccelli, 5 di rettili, 8 di anfibi e 37 di pesci. Particolare enfasi fu riservata allo studio dei molluschi (33 specie), dei ragni (120 specie), dei coleotteri (600 specie), delle farfalle (500 specie) e delle libellule (25 specie). Tra le specie rare qui presenti ricordiamo il desman muschiato, una grossa talpa semiacquatica simile nell'aspetto a un topo muschiato, che gode attualmente di completa protezione dopo essere stato cacciato per secoli per la sua pelliccia.

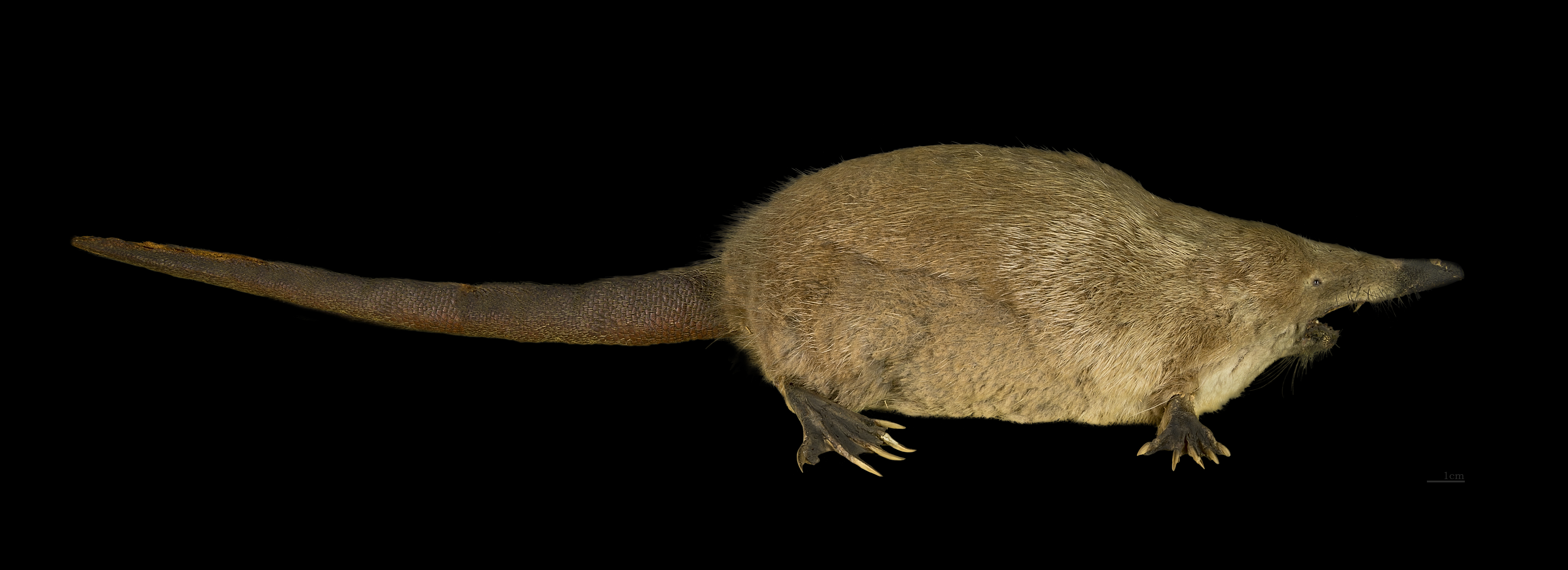
Il desman muschiato (VU)
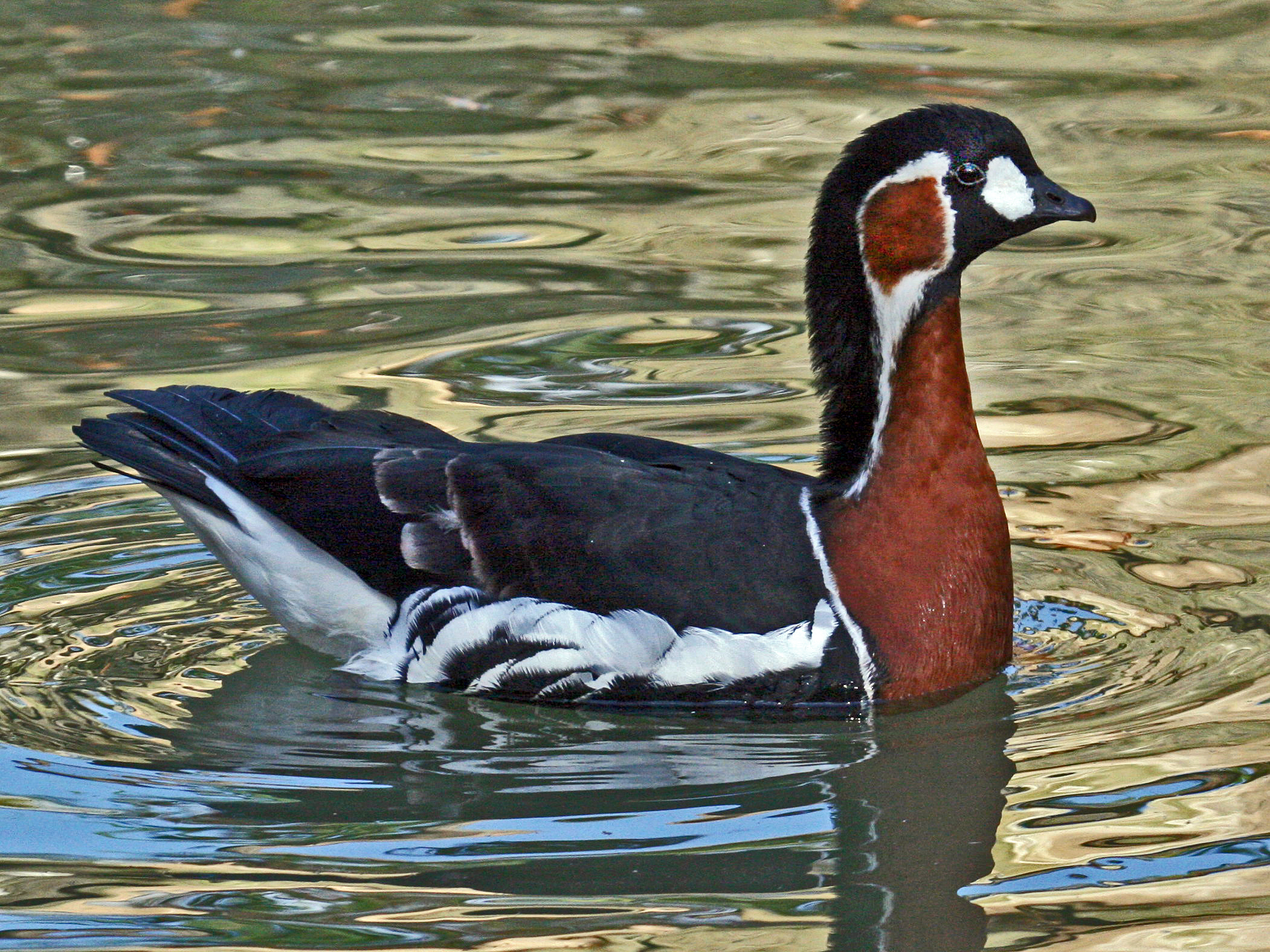
L'oca collorosso (EN)
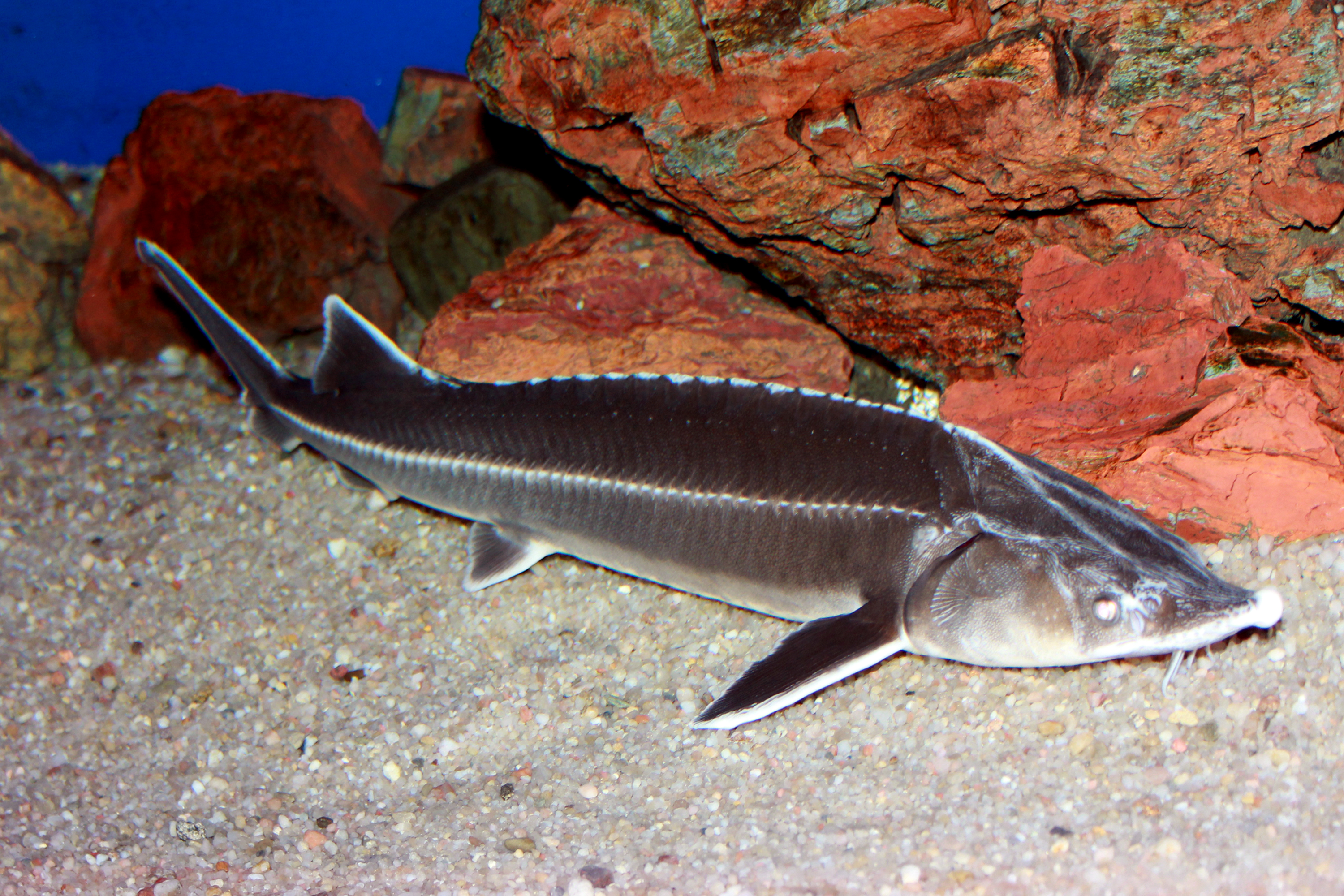
Lo storione sterleto (VU)

## Storia
Nel parco sono stati rinvenuti i resti di antichi insediamenti di cacciatori e pescatori (III-II millennio a.C.). I primi siti archeologici identificabili come tali sono i resti di insediamenti fortificati dell'età del ferro (I millennio a.C.) associati alla cultura di Anan'ino, una delle prime popolazioni di lingua ugrofinnica.

## Turismo
Nel parco vi sono diversi percorsi didattici incentrati su temi ecologici riguardanti un determinato habitat o formazione geologica; i dipendenti sono disponibili a fare da guida su questi sentieri. Il parco è attraversato da un lungo sentiero escursionistico (il «Sentiero degli Antenati», 25 km), con quattro aree di sosta lungo il percorso, due punti di osservazione sul bacino artificiale e tratti lungo gli antichi sentieri percorsi dai contadini del passato. Vi sono anche due punti in cui è possibile fare il bagno nella Kama, due piste da sci e cinque itinerari da percorrere in auto (per i quali è necessario richiedere un apposito pass scritto all'ufficio dell'amministrazione forestale).